# Aéroport de Zadar
L’aéroport de Zadar (code IATA : ZAD • code OACI : LDZD) est un aéroport desservant la ville de Zadar et sa région.
L’aéroport est situé à 7 km à l’est de Zadar à proximité de la commune de Zemunik Donji.
L’aéroport possède deux parties :
- Une partie civile avec un terminal passagers.
- Une partie militaire où est située la base aérienne 93 « Zadar Zemunik » et l’école d’aviation militaire "Rudolf Perešin".

Durant la guerre de Croatie (1991-1995), il fut entièrement dévasté par les paramilitaire serbes et l’armée yougoslave.
Depuis 2001, l’aéroport abrite également l’école de pilotage InterCockpit de la compagnie aérienne allemande Lufthansa. 

## Situation
| \| 50 km1:1 970 000 \| Zagreb-Pleso Brač Dubrovnik Osijek Pula Rijeka Split Zadar |
| 50 km1:1 970 000                                                                  |

## Compagnies et destinations
| Compagnies            | Destinations |
| --------------------- | --- |
| AeroItalia            | En saison: Forlì |
| Air Serbia            | En saison: Belgrade-Nikola-Tesla |
| Austrian Airlines     | En saison: Vienne-Schwechat |
| Brussels Airlines     | En saison : Bruxelles-National |
| Croatia Airlines      | Pula, Zagreb-Pleso En saison : Francfort |
| Discover Airlines     | En saison: Francfort |
| easyJet               | En saison : Amsterdam, Berlin-Brandebourg, Londres-Gatwick , Milan-Malpensa, Toulouse-Blagnac |
| easyJet Switzerland   | En saison: Bâle-Mulhouse |
| Eurowings             | En saison : Berlin-Brandebourg, Cologne/Bonn-K. Adenauer, Düsseldorf, Hambourg-H.-Schmidt, Stuttgart |
| LOT Polish Airlines   | En saison : Varsovie-Chopin |
| Lufthansa             | En saison : Francfort, Munich-F. J. Strauß |
| Luxair                | En saison : Luxembourg-Findel |
| People's              | En saison : Altenrhein |
| Ryanair               | En saison : - Aarhus, - Bergame-Orio al Serio, - Berlin-Brandebourg, - Birmingham, - Bologne-Borgo Panigale, - Bournemouth, - Brême, - Bucarest-H. Coandă, - Budapest-Ferenc Liszt, - Charleroi Bruxelles-Sud, - Cologne/Bonn-K. Adenauer, - Dublin, - Édimbourg, - Eindhoven, - Gdańsk-L. Wałęsa, - Göteborg, - Francfort-Hahn, - Hambourg-H.-Schmidt, - Helsinki-Vantaa, - Karlsruhe/Baden-Baden, - Cracovie-Jean-Paul II, - Leeds-Bradford, - Liverpool-J.-Lennon, - Londres-Stansted, - Maastricht-Aix-la-Chapelle, - Manchester, - Marseille-Provence, - Memmingen, - Milan-Malpensa, - Münster/Osnabrück, - Newcastle, - Nuremberg-A. Dürer, - Pise-Galileo Galilei, - Poznań (Posnanie)-H. Wieniawski, - Prague-Václav-Havel, - Rome Léonard-de-Vinci/Fiumicino, - Rzeszów, - Sofia-Vrajdebna, - Stockholm-Arlanda, - Turin S.-Pertini (Caselle), - Varsovie-Modlin (Mazovie), - Växjö Småland, - Vienne-Schwechat, - Weeze, - Wrocław-N. Copernic |
| Scandinavian Airlines | En saison: Copenhague-Kastrup |
| Trade Air             | Osijek, Rijeka, Zagreb-Pleso |
| Transavia             | En saison : Rotterdam-La Haye |
| Transavia France      | En saison : Paris-Orly |
| TUI fly Belgium       | En saison : Bruxelles-National |

Édité le 31/12/2018  Actualisé le 16/02/2023

## Trafic passagers

### En graphique
Pour des raisons techniques, il est temporairement impossible d'afficher le graphique qui aurait dû être présenté ici.

Voir la requête brute et les sources sur Wikidata.

### En table
| Année | Passagers | Cargo (kg) |
| ----- | --------- | ---------- |
| 1990  | 360 624   | N/A        |
| 2001  | 39 244    | N/A        |
| 2002  | 49,949    | 7 379      |
| 2003  | 69 876    | 11 698     |
| 2004  | 65 853    | 58 889     |
| 2005  | 86 857    | 257 658    |
| 2006  | 65 423    | 23 614     |
| 2007  | 119 449   | 13 652     |
| 2008  | 215 868   | 3 963      |
| 2009  | 275 272   | 337 919    |
| 2010  | 157 978   | 15 975     |